# 林業・木材製造業労働災害防止協会
林業・木材製造業労働災害防止協会（りんぎょう・もくざいせいぞうぎょうろうどうさいがいぼうしきょうかい、略称：林災防）は、労働災害防止団体法に基づき設置された、厚生労働省所管の特別民間法人。林業従事者・木材製造業従事者に対する労働災害に関する注意喚起のほか、労働安全衛生法に基づく技能講習や特別教育も行っている。

## 概要
- 所在：東京都港区芝5-35-1　産業安全会館6階
- 設立：
- 会長：久我一郎